# Franco Torres
Franco Ramón Torres (San Luis del Palmar, 25 settembre 1999) è un calciatore argentino, attaccante del Gimnasia (LP).

## Carriera
Cresciuto nel settore giovanile del Banfield, nel 2019 viene acquistato dal Gimnasia (LP); debutta fra i professionisti il 17 luglio 2021 in occasione dell'incontro di Primera División pareggiato 2-2 contro il Platense.

## Statistiche

### Presenze e reti nei club
Statistiche aggiornate al 3 ottobre 2021.
| Stagione        | Squadra         | Campionato      | Campionato | Campionato | Coppe nazionali | Coppe nazionali | Coppe nazionali | Coppe continentali | Coppe continentali | Coppe continentali | Altre coppe | Altre coppe | Altre coppe | Totale | Totale |
| Stagione        | Squadra         | Comp            | Pres       | Reti       | Comp            | Pres            | Reti            | Comp               | Pres               | Reti               | Comp        | Pres        | Reti        | Pres   | Reti   |
| --------------- | --------------- | --------------- | ---------- | ---------- | --------------- | --------------- | --------------- | ------------------ | ------------------ | ------------------ | ----------- | ----------- | ----------- | ------ | ------ |
| 2021            | Gimnasia (LP)   | PD              | 4          | 0          | CdL             | 0               | 0               |                    | -                  | -                  |             | -           | -           | 4      | 0      |
| Totale carriera | Totale carriera | Totale carriera | 4          | 0          |                 | 0               | 0               |                    | -                  | -                  |             | -           | -           | 4      | 0      |